# Eric Lanini
Eric Lanini (Torino, 25 febbraio 1994) è un calciatore italiano, di ruolo attaccante, svincolato.

## Carriera

### Club

#### Giovanili alla Juventus
Cresce nelle giovanili del Vianney Calcio e della Juventus con la quale nel 2013 vince la classifica marcatori del Torneo di Viareggio 2013 e una Supercoppa Primavera.

#### Prato
Il 2 settembre 2013 si trasferisce in prestito al Prato in Lega Pro, conclude la stagione con 22 presenze e 7 reti.

#### Palermo ed Entella
Tornato a Torino nell'estate del 2014 viene ceduto in comproprietà al Palermo che lo gira nuovamente in prestito, questa volta in Serie B alla Virtus Entella. Nella sua prima esperienza in cadetteria Lanini trova poco spazio totalizzando soltanto 3 reti (contro Catania, Ternana e Pescara) in 18 partite per lo più dalla panchina.

#### Virtus Lanciano e Como
In estate la comproprietà viene risolta a favore della Juventus che il 21 luglio lo gira sempre in Serie B questa volta alla Virtus Lanciano. Debutta con gli abruzzesi il 6 settembre nella sconfitta esterna contro la Pro Vercelli (2-1).
A metà stagione il prestito con il Lanciano viene interrotto, e la Juventus lo cede ancora in prestito al Como. L'annata si conclude con la retrocessione in Lega Pro del Como.

#### Esperienza all'estero e ritorno in Italia
Il 21 luglio 2016 si accasa sempre con la formula del prestito secco al Westerlo, squadra militante nella Jupiler Pro League, la massima divisione belga dove viene usato con il contagocce, giocando solo quattro gare e pertanto, nel mercato di riparazione di gennaio, torna in Italia accasandosi al Matera in Lega Pro dove esordisce il 23 gennaio contro la Vibonese: con i lucani gioca undici volte mettendo a segno tre reti (la prima il 12 febbraio nella sconfitta casalinga contro la Virtus Francavilla) con la maglia biancazzurra che si qualifica per gli spareggi-promozione venendo eliminata dal Cosenza.

#### Vicenza e Padova
Al termine del prestito in Basilicata, torna alla base dove viene ceduto nuovamente in prestito al L.R. Vicenza neo-retrocesso in Serie C. Gioca con una certa frequenza, venendo ceduto al Padova nella sessione invernale di mercato, dove gioca solo 8 gare senza realizzare nessun gol, mentre iscrive il suo nome nel tabellino della sconfitta di Coppa Italia Serie C del 7 febbraio 2018 contro il Pontedera.

#### Imolese
La stagione successiva passa all’Imolese dove dopo 22 giornate si trova in vetta alla classifica dei marcatori con 10 realizzazioni. Metterà insieme 40 presenze e 18 gol tra campionato e Coppa Italia di Serie C.

#### Juventus Next Gen, Parma e Como
Nel luglio 2019 viene convocato per il ritiro della Juventus U23.
Con i bianconeri Lanini segna 3 reti in 17 apparizioni prima di essere ceduto, il 31 gennaio 2020, al Parma come parziale contropartita per il trasferimento del difensore Alessandro Minelli alla Juventus. Trattandosi di un trasferimento compiuto unicamente per ragioni di bilancio, gli emiliani girano immediatamente l'attaccante in prestito al Como, in Serie C..

#### Novara
Il 5 ottobre 2020 Lanini viene ceduto in prestito al Novara dove risulta fuori forma nella prima parte di stagione, andando a segno una sola volta; mentre nel girone di ritorno ritrova la continuità, segnando 10 reti.

#### Reggiana
Il 31 agosto 2021 il Parma lo cede, sempre in prestito in Serie C, alla Reggiana. Con i granata mette insieme 36 presenze e 15 gol; il 26 luglio 2022 le due società si accordano per un rinnovo del prestito di Lanini per altri due anni, cioè fino al termine del contratto che lo lega al Parma. Lungo la stagione 2022-2023, contribuisce alla vittoria del girone B e alla conseguente promozione in Serie B della squadra granata.

#### Benevento
Dopo 2 anni e mezzo in prestito alla Reggiana, il 17 gennaio 2024 si trasferisce (sempre a titolo temporaneo) al Benevento in Serie C.
Il 4 febbraio segna il suo primo gol con la maglia giallorossa, nella vittoria interna contro il Calcio Brindisi per 2-0.
Il 30 giugno 2025, dopo un anno e mezzo, lascia il Benevento per mancato rinnovo del proprio contratto dopo alcune divergenze con la società.

### Nazionale
Lanini conta una presenza nella nazionale Under-20 italiana risalente al 9 settembre 2014, quando gli azzurrini persero 3-1 contro i pari età della Polonia.

## Statistiche

### Presenze e reti nei club
Statistiche aggiornate al 4 maggio 2025.
| Stagione         | Squadra          | Campionato       | Campionato | Campionato | Coppe nazionali | Coppe nazionali | Coppe nazionali | Coppe continentali | Coppe continentali | Coppe continentali | Altre coppe | Altre coppe | Altre coppe | Totale | Totale |
| Stagione         | Squadra          | Comp             | Pres       | Reti       | Comp            | Pres            | Reti            | Comp               | Pres               | Reti               | Comp        | Pres        | Reti        | Pres   | Reti   |
| ---------------- | ---------------- | ---------------- | ---------- | ---------- | --------------- | --------------- | --------------- | ------------------ | ------------------ | ------------------ | ----------- | ----------- | ----------- | ------ | ------ |
| 2013-2014        | Prato            | 1D               | 22         | 7          | CI-LP           | 2               | 0               | -                  | -                  | -                  | -           | -           | -           | 24     | 7      |
| 2014-2015        | Virtus Entella   | B                | 18         | 3          | CI              | 0               | 0               | -                  | -                  | -                  | -           | -           | -           | 18     | 3      |
| 2015-gen. 2016   | Virtus Lanciano  | B                | 16         | 1          | CI              | 1               | 0               | -                  | -                  | -                  | -           | -           | -           | 17     | 1      |
| gen.-giu. 2016   | Como             | B                | 13         | 0          | CI              | 0               | 0               | -                  | -                  | -                  | -           | -           | -           | 13     | 0      |
| 2016-gen. 2017   | Westerlo         | D1               | 4          | 0          | CB              | 1               | 0               | -                  | -                  | -                  | -           | -           | -           | 5      | 0      |
| gen.-giu. 2017   | Matera           | LP               | 11         | 3          | CI-LP           | 3               | 0               | -                  | -                  | -                  | -           | -           | -           | 14     | 3      |
| 2017-gen. 2018   | L.R. Vicenza     | C                | 16         | 3          | CI+CI-C         | 0+1             | 0               | -                  | -                  | -                  | -           | -           | -           | 17     | 3      |
| gen.-giu. 2018   | Padova           | C                | 8          | 0          | CI+CI-C         | 0+1             | 0+1             | -                  | -                  | -                  | SC          | 0           | 0           | 9      | 1      |
| 2018-2019        | Imolese          | C                | 33+3       | 14+1       | CI+CI-C         | 0+4             | 0+3             | -                  | -                  | -                  | -           | -           | -           | 40     | 18     |
| 2019-gen. 2020   | Juventus U23     | C                | 17         | 1          | CI-C            | 2               | 3               | -                  | -                  | -                  | -           | -           | -           | 19     | 4      |
| gen.-giu. 2020   | Como             | C                | 2          | 0          | CI-C            | -               | -               | -                  | -                  | -                  | -           | -           | -           | 2      | 0      |
| Totale Como      | Totale Como      | Totale Como      | 29         | 0          |                 | 0               | 0               |                    | -                  | -                  |             | -           | -           | 29     | 0      |
| 2020-2021        | Novara           | C                | 34         | 11         | CI-C            | -               | -               | -                  | -                  | -                  | -           | -           | -           | 34     | 11     |
| 2021-2022        | Reggiana         | C                | 34+2       | 15         | CI-C            | -               | -               | -                  | -                  | -                  | -           | -           | -           | 36     | 15     |
| 2022-2023        | Reggiana         | C                | 37         | 10         | CI-C            | -               | -               | -                  | -                  | -                  | SC-C        | 1           | 0           | 38     | 10     |
| 2023-gen. 2024   | Reggiana         | B                | 8          | 1          | CI              | 3               | 2               | -                  | -                  | -                  | -           | -           | -           | 11     | 3      |
| Totale Reggiana  | Totale Reggiana  | Totale Reggiana  | 79+2       | 26         |                 | 3               | 2               |                    | -                  | -                  |             | 1           | 0           | 85     | 28     |
| gen.-giu. 2024   | Benevento        | C                | 14+6       | 7+2        | CI-C            | 0               | 0               | -                  | -                  | -                  | -           | -           | -           | 20     | 9      |
| 2024-2025        | Benevento        | C                | 32+1       | 11         | CI-C            | 2               | 1               | -                  | -                  | -                  | -           | -           | -           | 35     | 12     |
| Totale Benevento | Totale Benevento | Totale Benevento | 46+7       | 18+2       |                 | 2               | 1               |                    | -                  | -                  |             | -           | -           | 55     | 21     |
| Totale carriera  | Totale carriera  | Totale carriera  | 319+12     | 87+3       |                 | 20              | 10              |                    | -                  | -                  |             | 1           | 0           | 352    | 100    |

## Palmarès

### Club

#### Competizioni nazionali
- Serie C: 1

Reggiana: 2022-2023 (girone B)

### Individuale
- Capocannoniere del Torneo di Viareggio: 1

2013 (5 reti)